# رعد شلال العاني
رعد شلال العاني (مواليد يناير 1960) والبالغ من العمر حالياً خمس وستون عاماً هو سياسي عراقي كان وزيراً للكهرباء من فبراير إلى أغسطس 2011.

## الحياة المبكرة والتعليم
تخرج رعد شلال  العاني من جامعة السليمانية سنة 1981 وحصل على درجة الماجستير في الهندسة .

## وزارة الكهرباء العراقية
عند تعيينه، كان العراق ينتج 7 غيغاواط فقط من الكهرباء، على الرغم من كونه ثاني عشر أكبر منتج للنفط . كما استوردت البلاد حوالي 5 غيغاواط، مما لم يمنح الشبكة الوطنية سوى ست ساعات من الكهرباء يوميًا. تزامنت بداية ولايته مع احتجاجات آلاف العراقيين في جميع أنحاء البلاد ضد الفساد وسوء الخدمات، بما في ذلك نقص الكهرباء، مستلهمة من الربيع العربي . هدأت الاحتجاجات بنهاية فبراير بعد أن منح المالكي وزراءه 100 يوم لتحسين أدائهم والحد من الفساد. 
عندما شكّل رئيس الوزراء نوري المالكي حكومته الثانية في ديسمبر/كانون الأول 2010، كانت عشر وزارات، بما فيها وزارة الكهرباء، شاغرة، مع وجود وزراء بالوكالة. ووافق البرلمان في 13 فبراير/شباط 2011 على تعيين رعد شلال العاني ، الذي وُصف بأنه " تكنوقراطي "، في هذا المنصب.  
في مارس، أعلن  رعد شلال العاني عن طرح أسهم بقيمة 6.25 دولار صفقة بقيمة مليار دولار مع شركات كاتربيلر ، ومان ديزل ، وإس تي إكس كوربوريشن لتركيب 50 محطة طاقة صغيرة في جميع أنحاء البلاد. ستحتوي كل محطة على 25 مولد ديزل، مما يزيد إجمالي إنتاج الكهرباء بمقدار 5 جيجاواط، ويسمح بتوفير 16 ساعة يوميًا. سيكون هذا حلاً مؤقتًا ريثما تبدأ مشاريع الطاقة متوسطة المدى العمل في عام 2013.  
وفي يوليو/تموز، وقع رعد شلال العاني عقدين لتوسيع نطاق توفير الكهرباء، الأول بقيمة 1.2 مليار دولار. مليار دولار، مع شركة كابجنت الكندية، والثانية بقيمة 500 مليون دولار. مليون دولار، مع شركة ماشينينباو هالبرشتات الألمانية. ومع ذلك، كشف تحقيق أجراه وزير التخطيط السابق، جواد هاشم ، أن الشركة الأولى غير موجودة، وأن الثانية أعلنت إفلاسها قبل ستة أشهر من توقيع العقد. ويبدو أن هذه المعلومات أكاذيب من جواد هاشم الفاسد بمساعدة بعض السياسيين الفاسدين الذين كانوا يحاولون الوصول إلى وزارة الكهرباء، حيث وقعت الحكومة العقود نفسها مع الشركات نفسها مرة أخرى بعد فترة وجيزة من استقالة السيد شلال. استقال شلال في 15 أغسطس بسبب فساد الحكومة. ومع ذلك، قالت دائرة أبحاث الكونجرس الأمريكي إنه استُخدم "كبش فداء لاستمرار نقص الكهرباء"،  وزعم حزب شلال أن رئيس الوزراء المالكي ونائب رئيس الوزراء لشؤون الطاقة، حسين الشهرستاني، قد وقّعا العقود أيضًا. 
في 28 سبتمبر، استُدعي  رعد شلال العانيللتحقيقات بناءً على أمر من هيئة النزاهة . ووافق على الإدلاء بشهادته أمام الهيئة.  